# Robert Benoist
Robert Marcel Charles Benoist, född den 20 mars 1895 i Rambouillet, avrättad den 11 september 1944 i koncentrationslägret Buchenwald, var en fransk racerförare och motståndsman.
Benoist var stridspilot under första världskriget och blev sedan flyglärare i det nybildade franska arméflyget. Efter kriget tog han upp bilsport och 1924 började han köra för Delage. Under säsongen 1927 vann han fyra av fem VM-lopp, vilket ledde till att stallet vann världsmästerskapet i Grand Prix racing.
Sedan Delage dragit sig ur motorsporten körde Benoist några enstaka tävlingar för Bugatti. Han vann även Spa 24-timmars 1929 med en Alfa Romeo. I mitten av 1930-talet blev han ledare för Bugattis tävlingsavdelning. Tillsammans med Jean-Pierre Wimille vann han Le Mans 24-timmars 1937. Efter segern på Le Mans avslutade han sin förarkarriär, men fortsatte som ledare för tävlingsavdelningen fram till andra världskriget.
I samband med Frankrikes fall 1940 flydde Benoist tillsammans med kollegan Wimille till England, där de anslöt sig till Special Operations Executive. Under ett uppdrag i hemlandet arresterades Benoist i juni 1944 och fördes till Buchenwald, där han avrättades den 11 september samma år.
Den första GP-tävlingen i Frankrike efter befrielsen hölls i Paris den 9 september 1945 under namnet Coupe Robert Benoist till Benoists minne.